# Franklin D. Hale

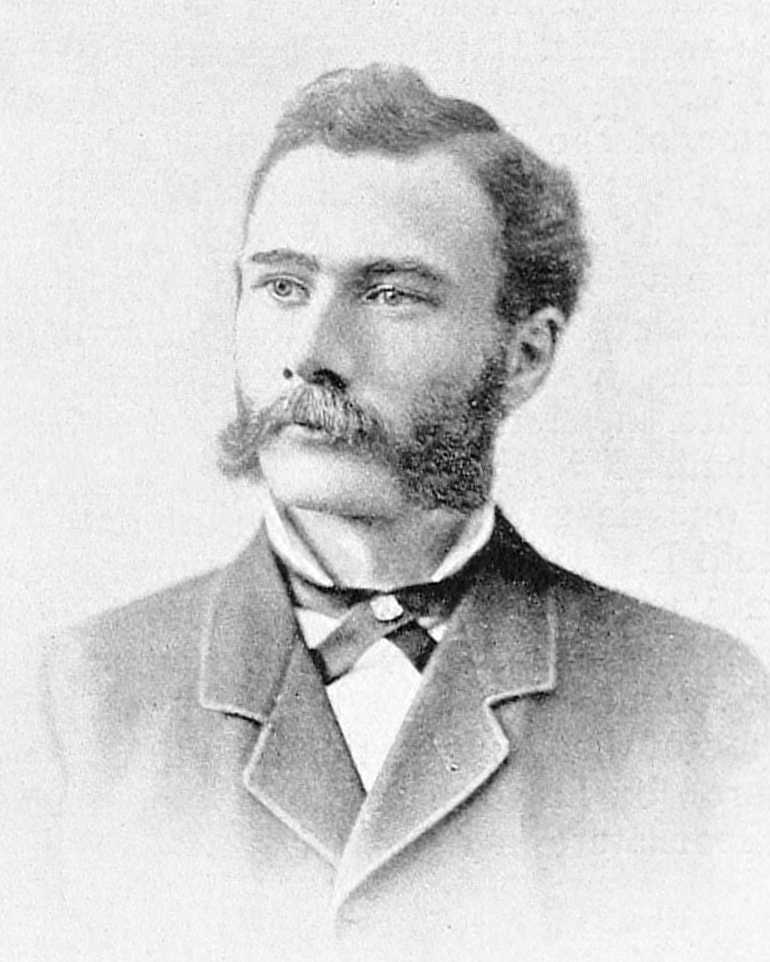
Franklin D. Hale aus dem 1894 erschienenen Men of Vermont, von Jacob G. Ullery

Franklin D. Hale (* 7. März 1854 in Barnet, Vermont; † 21. April 1940 in Lyndon Center, Vermont) war ein US-amerikanischer Anwalt und Politiker, der von 1892 bis 1898 State Auditor von Vermont war und anschließend in den Diplomatischen Dienst ging.

## Leben
Franklin Darius Hale wurde in Barnet, Vermont als Sohn von Sprague Taylor Hale und Nancy May Moulton Hale geboren. Er besuchte die Schule in Concord, Vermont. Die High School anschließend in Northfield, den High-School-Abschluss machte er an der St. Johnsbury Academy in St. Johnsbury.
Im Jahr 1877 schloss Hale sein Studium der Rechtswissenschaften an der University of Michigan ab und erhielt seine Zulassung zum Anwalt. Zuerst war er in Lewiston, Maine, später in Lunenburg, Vermont, tätig.
Als Mitglied der Republikanischen Partei war Hale von 1883 bis 1889 District Attorney für das Essex County. Er war von 1884 bis 1885 Mitglied des Repräsentantenhauses von Vermont und von 1885 bis 1887 Mitglied des Senats von Vermont. Eine zweite Amtszeit im Repräsentantenhaus hatte er von 1898 bis 1901.
Von 1891 bis 1892 war Hale town site trustee von Oklahoma City im Oklahoma-Territorium. Die town site trustees wurden vom Innenminister der Vereinigten Staaten ernannt und waren verantwortlich für die Aufteilung das staatlich gehaltenen Landes in Townships für weiße Siedler in den Gebieten. Von 1892 bis 1898 war Hale State Auditor von Vermont. Hale war von 1899 bis 1900 Prokurist des Schatzmeisters von Kuba.
Anfang 1900 bestand Hale die Aufnahmeprüfung zum Diplomatischen Dienst und startete eine Karriere als Konsul. Er diente von 1902 bis 1908 als Botschafter in Coaticook, Kanada und von 1908 bis 1909 in Charlottetown, Prince Edward Island.
Hale wurde im Jahr 1909 zum Konsul auf Trinidad ernannt und übte dieses Amt bis 1912 aus. Danach von 1912 bis 1917 war Hale Konsul in Huddersfield, England.
Zudem war Hale als Dichter tätig und schrieb im Jahr 1929 Reveries of Vermont.
Franklin D. Hale heiratete am 2. November 1881 Adeline Silsby, nach ihrem Tode heiratete er in zweiter Ehe am 26. November 1907 Jennie A. Silsby. Er starb in Lyndon Center, Vermont am 21. April 1940.